# Таценки
Таценки́ — село в Україні, в Обухівському районі Київської області. Входить до складу Обухівської міської громади. Населення становить 422 осіб.
Одна з перших згадок про село датована 1926 роком. Хутір мав 24 двори та 115 мешканців. Доти там були болота, адже село лежить у заплаві Стугни та старій заплаві Дніпра.
На території села протікає річка Стугна. Проходить залізниця колія Київ — Миронівка, розташована приміська автостанція Таценки. Побудований завод по виготовленню вод з артезіанського горизонту — «Еден» («Райське джерело»).

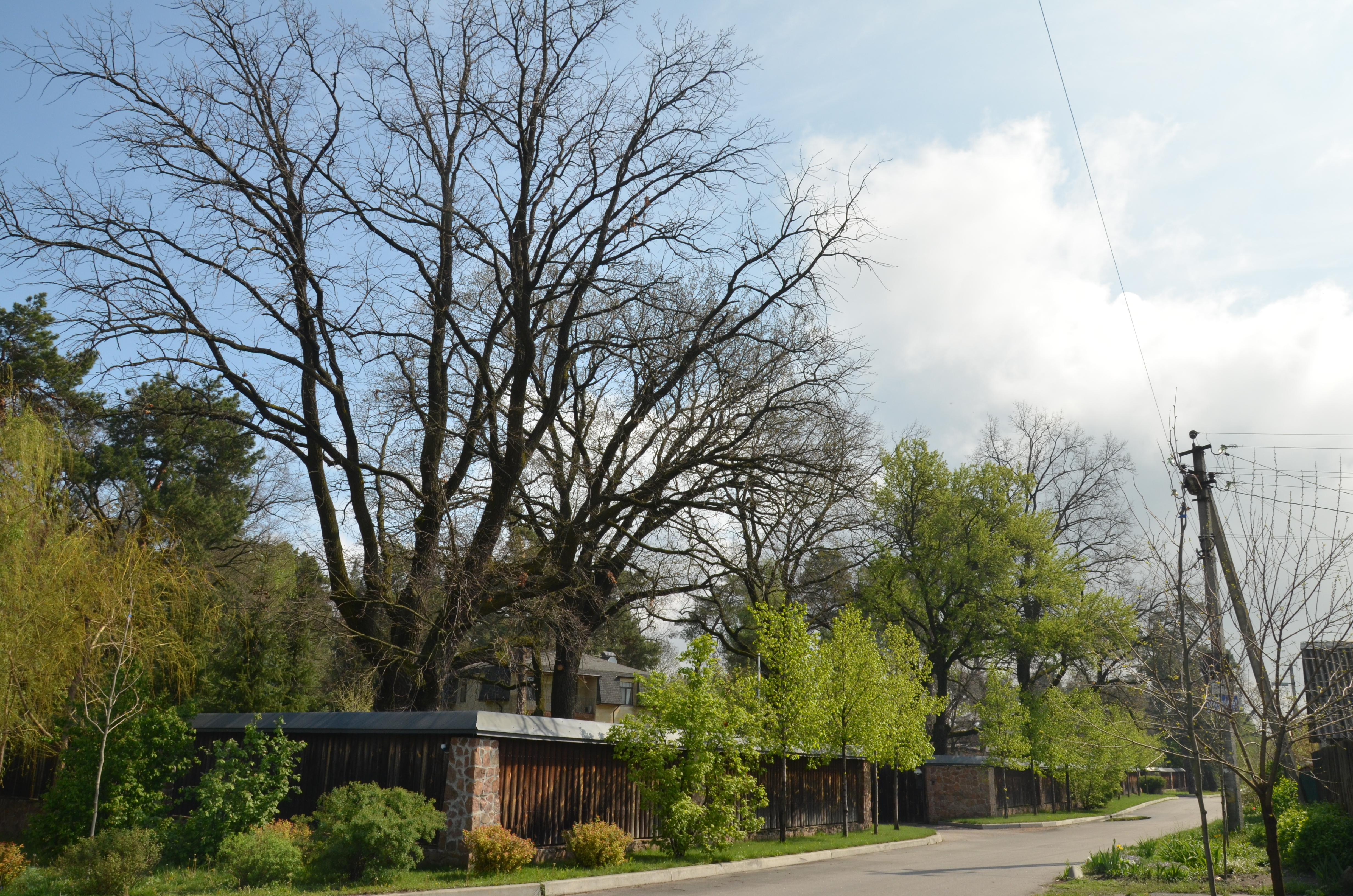
Таценківські дуби-велетні

На території села розташована ботанічна пам'ятка природи місцевого значення «Таценківські дуби-велетні». Це 10 старовікових екземплярів дуба звичайного віком бл. 200 років. Висота дерев пересічно становить 24—28 м, завтовшки 150 см. На висоті 1,3 м. дерева мають в охопленні 4,7 м.
На захід від села розташований гідрологічний заказник місцевого значення Урочище «Гощів».

## Населення

### Мова
Розподіл населення за рідною мовою за даними перепису 2001 року:
| Мова       | Кількість | Відсоток |
| ---------- | --------- | -------- |
| українська | 365       | 86.49%   |
| російська  | 54        | 12.80%   |
| білоруська | 2         | 0.47%    |
| німецька   | 1         | 0.24%    |
| Усього     | 422       | 100%     |

## Відомі люди
З Таценками пов'язані:
- Мельник Володимир Олександрович (1959—2011) — міський голова Обухова у 1998—2001 роках, загинув поблизу Таценків.
- Костенко Ігор Станіславович (1963) — громадський діяч в Обухові, учасник війни на сході України, заступник командира 25-го окремого мотопіхотного батальйону «Київська Русь», проживає в Таценках.
- Таценко Мусій (? х. Таценки Київського пов. Київської губ., тепер Обухівська міська рада — 14.07.1921, с. Рудяків Переяславського пов. Полтавської губ.). Начальник штабу Дніпровської повстанської дивізії, отаман ВАКУЛА Гощівського партизанського загону. Вбитий отаманом Андрієм Мовчаном. Похований на кладовищі х. Таценки.[2]